# Woven Hand (album)
Albums de Woven Hand
Blush Music
(2003)
Woven Hand est le premier album de musique rock et alternative folk du groupe Woven Hand emmené par David Eugene Edwards sorti le 25 mars 2002 sur le label Glitterhouse Records.

## Titres de l'album
1. The Good Hand
2. My Russia
3. Blue Pail Fever
4. Glass Eye
5. Wooden Brother
6. Ain't No Sunshine, reprise de la chanson originale de Bill Withers
7. Story and Pictures
8. Arrowhead
9. Your Russia
10. Last Fist